# 妻木重直
妻木 重直（つまき しげなお、慶長9年（1604年） - 天和3年3月27日（1683年4月23日））は江戸時代前期の旗本（3,000石）。妻木貞徳の3男の妻木重吉の子。下郷妻木家2代目。通称は伝兵衛、彦右衛門。別名に頼熊（よりくま、重直より改名）。室は真田昌幸の6女・清光院。弟に重門。子に頼保（長男、奈良奉行を務める）、幸頼（次男、旗本真田幸吉の婿養子。幸吉は旗本の真田幸政の子）

## 生涯
徳川家康に仕え、万治3年（1660年）長崎奉行となり、寛文2年（1662年）より勘定奉行となり寛文10年（1670年）迄務めた。この間、寛文7年（1667年）に奈良奉行の大岡忠高とともに東大寺の二月堂の再建に尽力をしている。天和3年（1683年）に80歳で没した。
正室は真田昌幸の娘・清光院で、寛文10年（1670年）7月に死去している。 